# Синцовская (Коношский район)
Синцовская — деревня в Коношском районе Архангельской области. Входит в состав Тавреньгского сельского поселения.

## География
Находится в юго-западной части Архангельской области на расстоянии приблизительно 42 км на восток по прямой от административного центра района поселка Коноша на левобережье реки Вель.

## История
В 1859 году здесь (деревня Вельского уезда Вологодской губернии) было учтено 14 дворов.

## Население
Численность населения: 96 человек (1859 год), 21 (русские 96 %) в 2002 году, 13 в 2010.